# Aeropuerto Internacional de Dakar-Yoff/Léopold Sédar Senghor
El Aeropuerto Internacional de Dakar-Yoff / Léopold Sédar Senghor (IATA: DKR, OACI: GOOY) es una instalación aérea internacional en Dakar, Senegal.
Este aeropuerto de nombre inusualmente largo y muchos de los principales aeropuertos de Senegal, pueden manejar aviones tan grandes como los Boeing 747. Solía ser uno de los cinco aeropuertos principales de la ahora difunta aerolínea multinacional Air Afrique. El aeropuerto fue renombrado (desde Dakar-Yoff) como Léopold Sédar Senghor, un famoso poeta que fue presidente de Senegal de 1960 a 1980, y murió en 2001.
En 2007 el aeropuerto brindó servicios a unos 2 100 000 pasajeros. 
Delta Airlines comenzó sus operaciones entre Atlanta y Johannesburgo el 4 de diciembre de 2006, con una escala técnica en Dakar, convirtiéndose en la única gran aerolínea estadounidense en volar al continente africano. 
El 25 de mayo de 2007, Patrick Smith (columnista), autor de la conocida columna 'Ask the Pilot' (Pregunta al piloto), lo calificó como el 'Peor Aeropuerto del Mundo', comentando que había encontrado en él 'solo mugre, una desagradable sensación de confinamiento y hasta cierto punto peligroso'.
Era uno de los lugares de aterrizaje de la lanzadera espacial hasta que se decidió que la pendiente en la pista podría dañar la lanzadera durante el aterrizaje.
Las recopilaciones de la guía preliminar de África del Oeste, afirman que "los controles de la zona de arribos son sumamente relajados, con muchos 'porteros' que lo hace más efectivo", y que el aeropuerto dispone de más y mejores instalaciones que la mayoría de aeropuertos del oeste de África, incluyendo cáterin, un cajero y un centro de negocios.

## Estadísticas
| Año  | Pasajeros totales | Cambio | Carga (en toneladas) | Cambio |
| ---- | ----------------- | ------ | -------------------- | ------ |
| 2001 | 1.279.028         | N/A    | 23.387               | N/A    |
| 2002 | 1.358.538         | +6,2%  | 16.953               | -38,0% |
| 2003 | 1.482.726         | +9,1%  | 17.051               | +0,6%  |
| 2004 | 1.566.573         | +5,7%  | 21.159               | +24,1% |
| 2005 | 1.605.010         | +2,5%  | 24.795               | +17,2% |
| 2006 | 1.676.881         | +4,5%  | 22.032               | -12,5% |
| 2007 | 1.821.956         | +8,7%  | 24.771               | +12,4% |
| 2008 | 1.802.559         | -1,1%  | 21.789               | -13,7% |
| 2009 | 1.554.546         | -13,8% | 21.572               | -1,0%  |
| 2010 | 1.687.006         | +8,5%  | 24.112               | +11,8% |

## Alquiler de coche
Varias compañías de alquiler de coches están asentadas en el aeropuerto como son  Hertz, Europcar, y otras.

## Accidentes
- El 29 de agosto de 1960, el vuelo 343 de Air France se estrelló mientras intentaba aterrizar en el aeropuerto de Dakar-Yoff durante los preliminares de lo que sería el Huracán Donna. Los 63 pasajeros y tripulantes que iban a bordo resultaron muertos.[8]

## Vuelos
Vueling Airlines: Barcelona 
Spanair: Barcelona 
Senegal Airlines: Cap Skirring Ziguinchor - Banjul  
Transair: Barcelona  
Iberia: Madrid  
Brussels Airlines: Bruselas  
Slok Air International: Banjul  
Delta Airlines: Atlanta  
Asky Airlines: Bamako - Conakry - Freetown  
Air France: París Charles de Gaulle 
TAP Portugal: Lisboa 
Air Cote D´Ivoire: Abiyán 
Royal Air Maroc: Casablanca 
Binter Canarias: Las Palmas  
Ceiba Intercontinental: Cotonú 
Turkish Airlines: Estambul 
Mauritania Airlines: Nouakchott  
Ethiopian Airlines: Addis Abeba 
Emirates: Dubái